# Ron Harrison
Ronald Harrison (sinh ngày 15 tháng 5 năm 1923) là một cựu cầu thủ bóng đá người Anh thi đấu ở Football League ở vị trí tiền đạo tầm xa cho Darlington và Gateshead, nơi ông bắt đầu sự nghiệp với tư cách nghiệp dư trong Thế chiến thứ II. Ông cũng thi đấu bóng đá non-league cho Ashington.